# フォロ・イタリコ

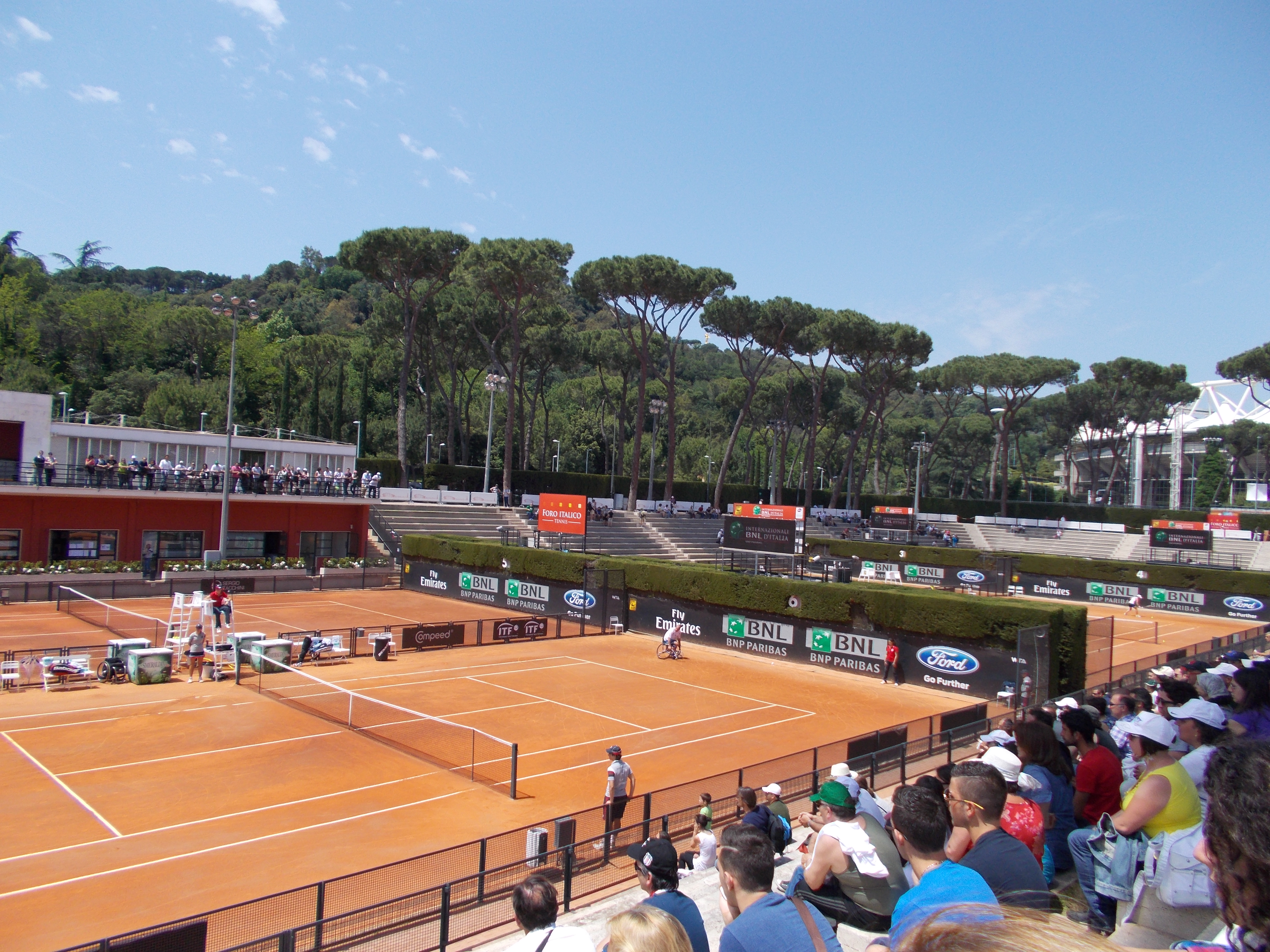
観戦席と競技場

フォロ・イタリコ（Foro Italico）はイタリアのローマにあるスポーツ施設である。

## 概要
- エンリコ・デル・デッビオ（英語版）とルイジ・モレッティ（英語版）の設計により1928年に着工、1938年に完成した。ベニート・ムッソリーニ時代のファシスト時代で、イタリア合理的代表建築の一つである。当初はフォロ・ムッソリーニだったが、第二次世界大戦後に現在の名称を変更した[1]。
- 1960年のローマオリンピックのメイン会場となった[1]。
- 2018年に開催されたバレーボール男子世界選手権では、1次ラウンドの開幕戦の日本VSイタリアの試合がフォロ・イタリコに存在するローマ中央庭球競技場で開催された[2][3]。
- スタジアムだけでなく、プール・国際学生会館・テニスコート・陸上競技のトラックがある。中でも59体の大理石像はシンボルである[4]。